# Free/Libre Open Source Software
Der aus dem amerikanischen stammende Begriff Free/Libre Open Source Software (zudem kurz FLOSS) bezeichnet Software die möglichst frei und quelloffen ist. D.h. die Software darf beliebig genutzt, manipuliert und weitergegeben werden und die Quelltexte sind öffentlich einsehbar. FLOSS ist häufig kostenlos, jedoch nicht zwingend. Die spezifischen rechtlichen Details bestimmt der genaue Wortlaut der verwendeten FLOSS-Lizenz. Man unterscheidet Lizenzen mit und ohne Copyleft, also ob und wie die FLOSS zusammen mit proprietärer Software verwendet werden darf. Freizügige Lizenzen (z. B. MIT-Lizenz) legen Wert auf die unkomplizierte Weitergabe unter beliebiger Lizenz, während restriktive Lizenzen (z. B. GNU General Public License) die Freiheit der Software bis zum Endbenutzer garantieren möchten.
Im Jahr 1969 wurde Software erstmals unabhängig von der Hardware verkauft, was zur Entstehung einer unabhängigen Softwarebranche führte. Die Quelltexte der Unternehmen waren urheberrechtlich geschützt, doch für die kompilierten Quelltexte war das vorerst umstritten. Dies wurde von (freien) Entwicklern ausgenutzt, um Programme zu kopieren und für ihre Zwecke zu verändern. Als 1983 in einem Präzedenzfall geklärt wurde, dass Maschinencode durch das Urheberrecht geschützt ist und es praktikabel wurde, Software nur noch kompiliert als Maschinencode auszuliefern, konnten die Unternehmen ihre proprietäre Software wirkungsvoll schützen.
Daneben gab es den Wunsch vieler Entwickler nach freier Software und freiem geistigen Eigentum, die sich in verschiedenen Strömungen und Projekten manifestierte. 1983 gründete Richard Stallman das GNU-Projekt, um ein freies unixähnliches Betriebssystem zu schaffen, und 1985 die gemeinnützige Free Software Foundation, um freie Software zu fördern. Es entstand eine große Community, die zusammen quelloffene Software entwickelte. Um den Unternehmen die Ideen besser vermitteln zu können, wurde der Begriff Open Source ausgewählt und 1998 dafür die Open Source Initiative gegründet. Da man sich nicht auf einen Begriff einigen konnte, existieren beide parallel. Die Free Software Foundation betont dabei die Nutzerrechte, die Zusammenarbeit und die soziale Ethik des Teilens von Software. Die Open Source Initiative betont die Zusammenarbeit, die technische Exzellenz und die Qualität des Quelltexts.
Die Bezeichnung Free and open-source software (FOSS) umfasst beide Strömungen. Weil free im Englischen auch kostenlos bedeuten kann und FOSS somit als „kostenlose quelloffene Software“ missverstanden werden kann, bevorzugen die Anhänger der freien Software die Bezeichnung Free/Libre Open Source Software (FLOSS). Die Verwendung dieser Begriffe kann je nach Fachgebiet, Region und Gemeinschaft variieren.

## Hintergrund des Namensstreits
Hintergrund ist dabei, dass der historisch ältere Begriff Freie Software (free software) aus der Sicht einiger Fürsprecher von Software, die die vier Freiheiten gewährt, als ungeeignet erachtet wurde, um das Marketing für solche Software bei Firmen voranzutreiben. Aus diesem Grund wurde 1998 der neutrale Begriff quelloffen (Open Source) gewählt, der seitdem von vielen Entwicklern, Nutzern und großen Teilen der Presse übernommen wurde. Auf der anderen Seite lehnen jedoch andere Personen wie etwa der Begründer der Freien-Software-Bewegung, Richard Stallman, die Formulierung strikt ab (siehe Freie Software#Open Source).
Um beide Parteien bei der Benennung dieses Softwarebereichs zu berücksichtigen, spricht man oft von FOSS bzw. FLOSS.

## FOSS versus FLOSS
Da das Akronym FOSS nur dem englischen Titel, eventuell auch noch dem deutschen („F“ für frei) entspricht, wurde mit der Zeit der Begriff FLOSS eingeführt, der den meisten weiter verbreiteten Sprachen gerecht wird. Ebenso versucht man so, dem Begriff eine Gratismentalität zu nehmen, da das L wie bei libre (franz. und span.), livre (portugiesisch) oder libero (italienisch) unmissverständlich für Freiheit steht.
Durch Benutzung des Begriffs FLOSS wird beabsichtigt, weder die Anhänger der Freien-Software-Philosophie noch die der Open-Source-Philosophie zu verprellen, Spannungen zwischen den beiden Bewegungen zu reduzieren und so deren Zusammenarbeit zu verbessern. In der Tat empfahl Richard Stallman, der Begründer des Begriffes der freien Software, öffentlich, den Begriff FLOSS zu verwenden, vor allem für Forschungsprojekte, die in dieser Sache neutral erscheinen wollen. Die Verwendung von FOSS lehnt er hingegen ab, da dieser Begriff nicht klar genug die beiden verschiedenen Standpunkte trenne und die hier gemeinte Bedeutung von frei nicht klarmache.
Ende 2004 fand FLOSS in der englischen Variante Einzug in einer Reihe von offiziellen Dokumenten einiger Länder, darunter Südafrika, Spanien und Brasilien.

## Nutzung durch die EU
Im Jahr 2017 erklärte die Europäische Kommission, dass „die EU-Institutionen selbst Nutzer von Open-Source-Software werden sollten, und zwar noch mehr als sie es bereits sind“, und nannte Open-Source-Software als eine der neun wichtigsten Triebkräfte für Innovation.
Im Jahr 2020 verabschiedete die Europäische Kommission ihre Open-Source-Strategie 2020–2023, die unter anderem die Förderung der gemeinsamen Nutzung und Wiederverwendung von Software und die Veröffentlichung des Quellcodes der Kommission als Hauptziele vorsieht. Zu den konkreten Maßnahmen gehört auch die Einrichtung eines Open-Source-Programmbüros im Jahr 2020 und im Jahr 2022 die Einrichtung eines eigenen FOSS-Repositorys.
Im Jahr 2021 wurde die Entscheidung der Kommission über die Open-Source-Lizenzierung und Wiederverwendung von Software der Kommission (2021/C 495 I/01) angenommen, wonach die Europäische Kommission Software grundsätzlich unter der EUPL oder einer anderen FOSS-Lizenz veröffentlichen kann, wenn dies angemessener ist. Es gibt jedoch auch Ausnahmen.
Im Mai 2022 veröffentlichte die Expertengruppe für die Interoperabilität der europäischen öffentlichen Dienste 27 Empfehlungen zur Stärkung der Interoperabilität der öffentlichen Verwaltungen in der EU. Diese Empfehlungen sollen später im Vorschlag der Kommission für den „Interoperable Europe Act“ berücksichtigt werden.